# Jena Hansen
Pour les articles homonymes, voir Hansen.
Jena Hansen est une skipper danoise née le 10 décembre 1988. Elle a remporté avec Katja Salskov-Iversen la médaille de bronze du 49er FX féminin aux Jeux olympiques d'été de 2016 à Rio de Janeiro.
En 2017-2018, elle était membre d'équipage sur le yacht Vestas 11th Hour Racing aux étapes 2, 3, 8, 9, 10, 11 de la Volvo Ocean Race.